# Misfit (nummer)
Misfit is een nummer van de Britse zangeres Amy Studt uit 2003. Het is de tweede single van haar debuutalbum False Smiles.
"Misfit" werd een hitje in Nederland, Australië, Zweden en op de Britse eilanden. In het Verenigd Koninkrijk haalde het de 6e positie, waarmee het daar haar meest succesvolle single was. In de Nederlandse Top 40 werd de 11e positie gehaald. In Nederland bleef het succes dan ook bij deze ene hit.